# Werner Tretter
Werner Tretter (* 7. Januar 1948) ist ein vormaliger deutscher Fußballspieler.

## Sportlicher Werdegang
Tretter rückte Mitte der 1960er Jahre aus der Jugend in die Wettkampfmannschaft des FK Pirmasens auf und spielte für „die Klub“ fortan in der zweitklassigen Fußball-Regionalliga Südwest. In den Spielzeiten 1969/70 hinter dem SV Alsenborn und 1970/71 hinter Borussia Neunkirchen gelang dem Abwehr- und defensiven Mittelfeldspieler mit der Mannschaft jeweils als Vizemeister die Qualifikation zur Aufstiegsrunde zur Bundesliga. Dort bestritt Tretter jeweils alle acht Spiele, als die Pirmasenser als Tabellenletzter respektive -dritter den Erstligaaufstieg klar verpassten. Aufgrund der guten Ergebnisse der Vorjahre reichte gemäß Fünfjahreswertung ein achter Tabellenplatz in der Spielzeit 1973/74 zur Qualifikation für die 2. Bundesliga. Unter Trainer Bernd Hoss war er hier ebenso wie in den Vorjahren unumstrittener Stammspieler, am Ende der Auftaktsaison 1974/75 stand auch hier die Vizemeisterschaft in der Südstaffel. Gegen den Nordzweiten Bayer 05 Uerdingen trat der Klub anschließend in den Aufstiegsspielen zur Bundesliga an, nach einem 4:4-Remis im Hinspiel gab es im Rückspiel für die Mannschaft um Mannschaftskapitän Dieter Weinkauff, Torhüter Klaus Pudelko, Georg Beichle, Guntram Gentes, Hermann Kohlenbrenner und Torben Nielsen eine herbe 0:6-Schlappe im Grotenburg-Stadion. Zwei Spielzeiten lief Tretter noch für den Klub auf, der sich in den folgenden Jahren im Abstiegskampf wiederfand. Anschließend ließ er ab 1977 beim FC Rodalben im Amateurbereich die Karriere ausklingen.